# Essenschijfzwam
De essenschijfzwam (Sclerencoelia fraxinicola) is een schimmel behorend tot de familie Sclerotiniaceae. Hij komt voor in loofbossen op rijke klein. Hij leeft saprotroof op dode stammen van Fraxinus.

## Verspreiding
Sclerencoelia fraxinicola is een Europese soort. In Nederland komt de essenschijf vrij zeldzaam voor.